# Quo Vadis (1901)
Quo Vadis é um filme épico ítalo-francês de 1901, baseado no romance de Henryk Sienkiewicz, e dirigido por Lucien Nonguet e Ferdinand Zecca.
Trata-se, possivelmente, da primeira versão cinematográfica do romance de Sienkiewicz. Foi produzida pela companhia franco-italiana Empreza D'Arte e Bioscope.
As cópias e os registros desse filme se perderam, restando poucas informações sobre ele. Do elenco, sabe-se apenas que o ator Albert Lambert viveu o papel de Marco Vinício.

## Elenco
- Albert Lambert ... Marco Vinicio